# Stagione-társulat
Stagione [ejtsd: sztádzsóne] olasz szó, jelentése: időszak, színházi évad. A stagione-társulat színtársulatra alkalmazott kifejezés, amely az Országos Színészegyesület engedélye alapján olyan helyeken működik, ahol azon időben rendes, egyesületi fennhatóság alatti színtársulat nem játszik. A stagione-társulat rendszerint sűrűn változtatja állomáshelyeit. Az első ilyen stagione-társulat Hidvégi Ernőé volt, 1910 őszén, — járt Szilágysomlyón, Zilahon, Nagyenyeden, Székelyudvarhelyen, Gyulafehérvárott stb. A második Könyves Jenőé, járt Szigetvárt, Nagyatádon, Székesfehérvárott stb; — őt követte Szabados László, aki operetteket is játszott. Az 1920-as években Alapi Nándor és Szentiványi Béla kapott stagione-társulat vezetésére engedélyt.